# Marilyn Wilson-Rutherford
Marilyn Wilson-Rutherford, född Rovell den 6 februari 1948 i Chicago, Illinois, är en amerikansk sångerska och mäklare. Under 1960-talet var hon medlem i gruppen The Honeys tills de splittrades 1969. Därefter bildade hon American Spring med sin syster Diane. Hon var gift med Brian Wilson (från The Beach Boys) 1964–1979 och tillsammans har de döttrarna Carnie och Wendy Wilson.

## Liv och karriär

### 1960-talet
I oktober 1962 begav sig Marilyn, hennes syster Diane och deras kusin Ginger Blake till Pandora's Box, en nattklubb i Hollywood, för att se The Beach Boys uppträda där och den kvällen kom Marilyn att träffa Brian Wilson för första gången. Under en paus kom Brian fram för att prata med henne och bad att få smaka på hennes varma choklad, men han var nervös och råkade spilla choklad på hennes blus - en incident som ledde till att de, trots åldersskillnaden på 6 år, började dejta. 
Brian bestämde sig för att bli producent åt The Honeys - en grupp bestående av Marilyn, systern Diane och kusinen Ginger - och Marilyn blev Brians musa under Beach Boys glansdagar. Marilyn och Brian gifte sig den 7 december 1964 men The Honeys popularitet blev inte långlivad. Marilyn stod vid Brians sida då han gick ner sig i sin depression och det följande drogmissbruket och fick praktiskt taget uppfostra döttrarna Carnie och Wendy på egen hand, samtidigt som hon ständigt försökte skydda Brian både från sig själv, folk som försökte utnyttja honom, knarklangare och andra som nu utvecklats till hans umgängeskrets. Vid ett tillfälle satte hon till och med hänglås på kylskåpet för att hindra Brian att hetsäta.

### 1970-talet
År 1971 återförenades Marilyn med sin syster Diane för att bilda den nya gruppen Spring, som senare kom att döpas om till American Spring, och tillsammans spelade de in några singlar samt ett album. 1974 började Brian isolera sig från omvärlden i växande takt, och i och med hans fader Murrys död tvingades Marilyn lägga sin karriär på is ett tag. 1976 lyckades Marilyn övertala Brian att börja genomgå psykoterapi genom att själv låtsas gå för att sen komma tillbaka hur glad som helst, i kontrast till Brians dystra humör. För Brians del hjälpte behandlingen bara till viss del, men hans tillstånd förvärrades igen i och med att familjemedlemmar samt kollegor i Beach Boys insisterade på att han skulle avbryta behandlingen för att istället börja ägna sig åt att skriva musik på heltid. 
År 1979 bestämde sig Marilyn och Brian för att skilja sig i godo. Anledningen var att Brians alltmer oberäkneliga beteende påverkade deras döttrar och att Marilyn ville att flickorna skulle ha ett så normalt hemliv som möjligt. Marilyn berättade sen för sina döttrar att deras pappa var ett geni, men att han inte var psykiskt frisk. Brian hade inte umgåtts särskilt mycket med sina döttrar, särskilt inte under sin sjukdomstid, men lyckades till slut anknyta med dem då de blivit vuxna. 

### 1980-talet och framåt
År 1983 återförenades The Honeys för ett comeback-album med titeln Ecstasy och under 1990-talet återförenades de då och då för att ge enstaka framträdanden i södra Kalifornien. Marilyn har medverkat i ett flertal dokumentärer både om The Beach Boys, Wilson Phillips och om musiken under 1960- och 1970-talen och 2012 medverkade hon i sina döttrars reality-TV-program Wilson Phillips: Still Holding On. 
Marilyn har gift om sig och arbetar idag som mäklare i Los Angeles.
I TV-filmen Summer Dreams: The Story of The Beach Boys gestaltas hon av Wendy Foxworth, i miniserien Beach Boys: An American Family av Amy Van Horne och i Love & Mercy av Erin Darke.